# Jakow Dejcz
Jakow Abramowicz Dejcz (ros. Яков Абрамович Дёйч, ur. 1898 w Petersburgu, zm. 27 września 1938) – funkcjonariusz radzieckich organów bezpieczeństwa, komisarz bezpieczeństwa państwowego III rangi.

## Życiorys
Żyd, do 1917 ukończył 8 klas gimnazjum, od listopada 1917 w SDPRR(b), od lutego 1918 do maja 1920 w Armii Czerwonej. 
Od maja 1920 do maja 1921 śledczy Wydziału Specjalnego Czeki Frontu Kaukaskiego, pełnomocnik Pełnomocnego Przedstawicielstwa Czeki na Kaukazie, od maja 1921 do października 1922 zastępca szefa tajnego wydziału operacyjnego, później szef Gorskiej Gubernialnej Czeki/Gorskiego Gubernialnego Oddziału GPU, od października 1922 do marca 1923 szef Gubernialnego Oddziału GPU w Groznym. Od marca 1923 do kwietnia 1924 zastępca szefa Wydziału Wschodniego Pełnomocnego Przedstawicielstwa OGPU na Południowym Wschodzie, od 24 kwietnia 1924 do czerwca 1925 szef Czeczeno-Groznieńskiego Oddziału GPU, od 28 października 1925 do 20 lutego 1929 szef wydziału Pełnomocnego Przedstawicielstwa OGPU Kraju Północno-Kaukaskiego. Od 20 lutego 1929 do 21 marca 1931 szef Wydziału Ekonomicznego Pełnomocnego Przedstawicielstwa OGPU Kraju Północno-Kaukaskiego, od 21 marca do 12 listopada 1931 szef Tajnego Zarządu Operacyjnego Pełnomocnego Przedstawicielstwa OGPU Kraju Północno-Kaukaskiego, od 12 listopada 1931 do 20 marca 1932 szef Tajnego Zarządu Operacyjnego Pełnomocnego Przedstawicielstwa OGPU obwodu moskiewskiego, od 20 kwietnia 1932 do 8 kwietnia 1933 II zastępca pełnomocnego przedstawiciela OGPU przy Radzie Komisarzy Ludowych ZSRR na obwód moskiewski, od 8 kwietnia 1933 do 9 lutego 1935 I zastępca pełnomocnego przedstawiciela OGPU przy Radzie Ministrów ZSRR/szefa Zarządu NKWD obwodu moskiewskiego, od 9 lutego 1935 do 28 marca 1936 szef Zarządu NKWD obwodu kalinińskiego (obecnie obwód twerski), 29 listopada 1935 mianowany komisarzem bezpieczeństwa państwowego III rangi. Od 28 marca do 28 listopada 1936 sekretarz operacyjny ludowego komisarza spraw wewnętrznych ZSRR, od 28 listopada 1936 do 16 sierpnia 1937 szef Sekretariatu NKWD ZSRR, od 16 sierpnia do 29 września 1937 szef Zarządu NKWD Kraju Azowsko-Czarnomorskiego, od 29 września 1937 do 31 stycznia 1938 szef Zarządu NKWD obwodu rostowskiego.
29 marca 1938 aresztowany, zmarł w czasie śledztwa w więzieniu.
Odznaczony dwoma Orderami Czerwonego Sztandaru (19 lutego 1926 i 3 kwietnia 1930) i dwoma Odznakami "Honorowy Pracownik Czeki/GPU". 